# Jílové u Děčína
Jílové, vor 1945 Jílové u Podmokel, (deutsch Eulau) ist eine Stadt im Okres Děčín des Ústecký kraj in Tschechien.

## Geographie
Jílové liegt in 276 m ü. M. im Tal des Eulabaches (Jílovský potok) am Fuß des Hohen Schneeberges (Děčínský Sněžník) an der Bahnstrecke Děčín–Chomutov.

### Gemeindegliederung

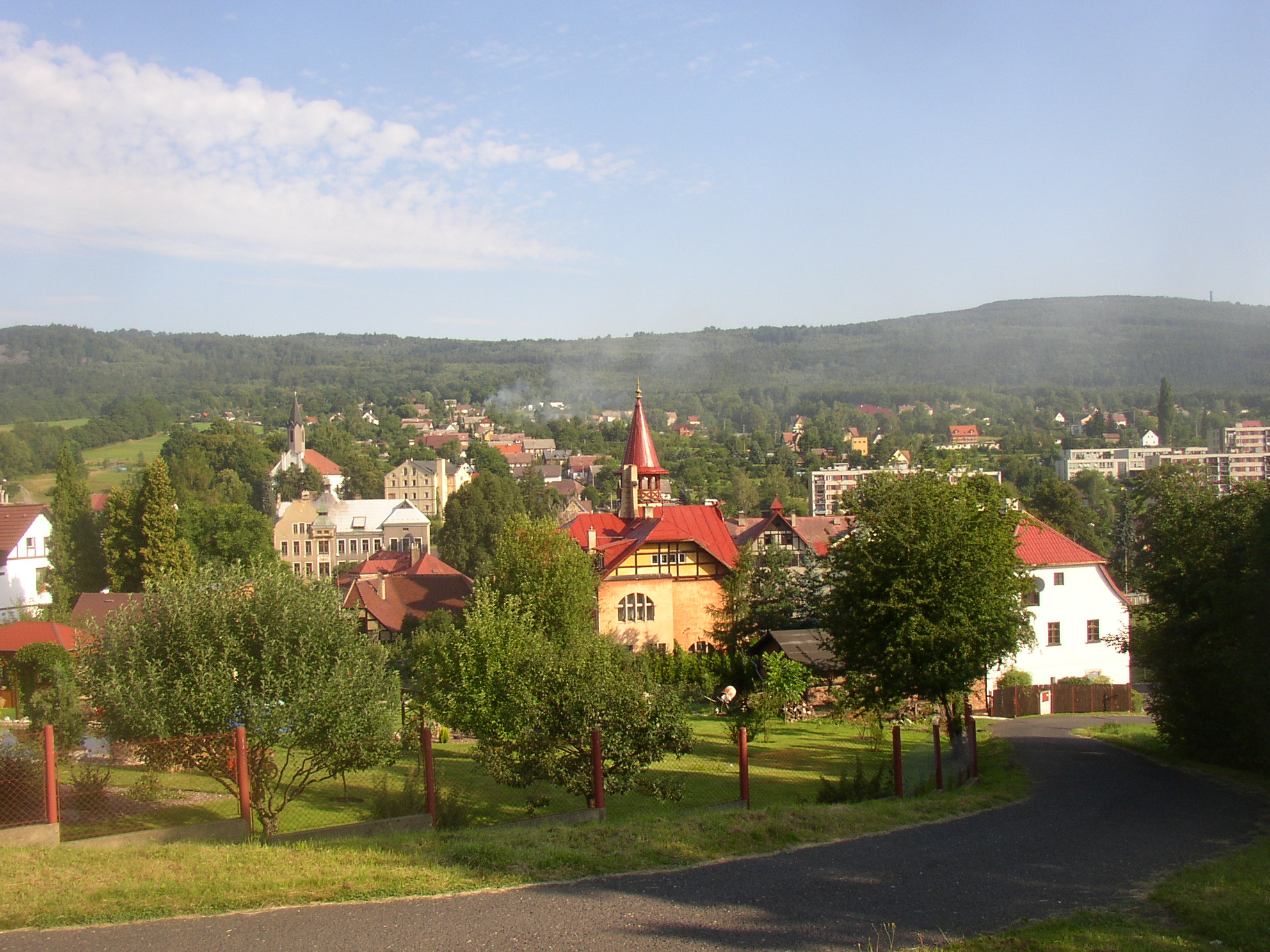
Jílové

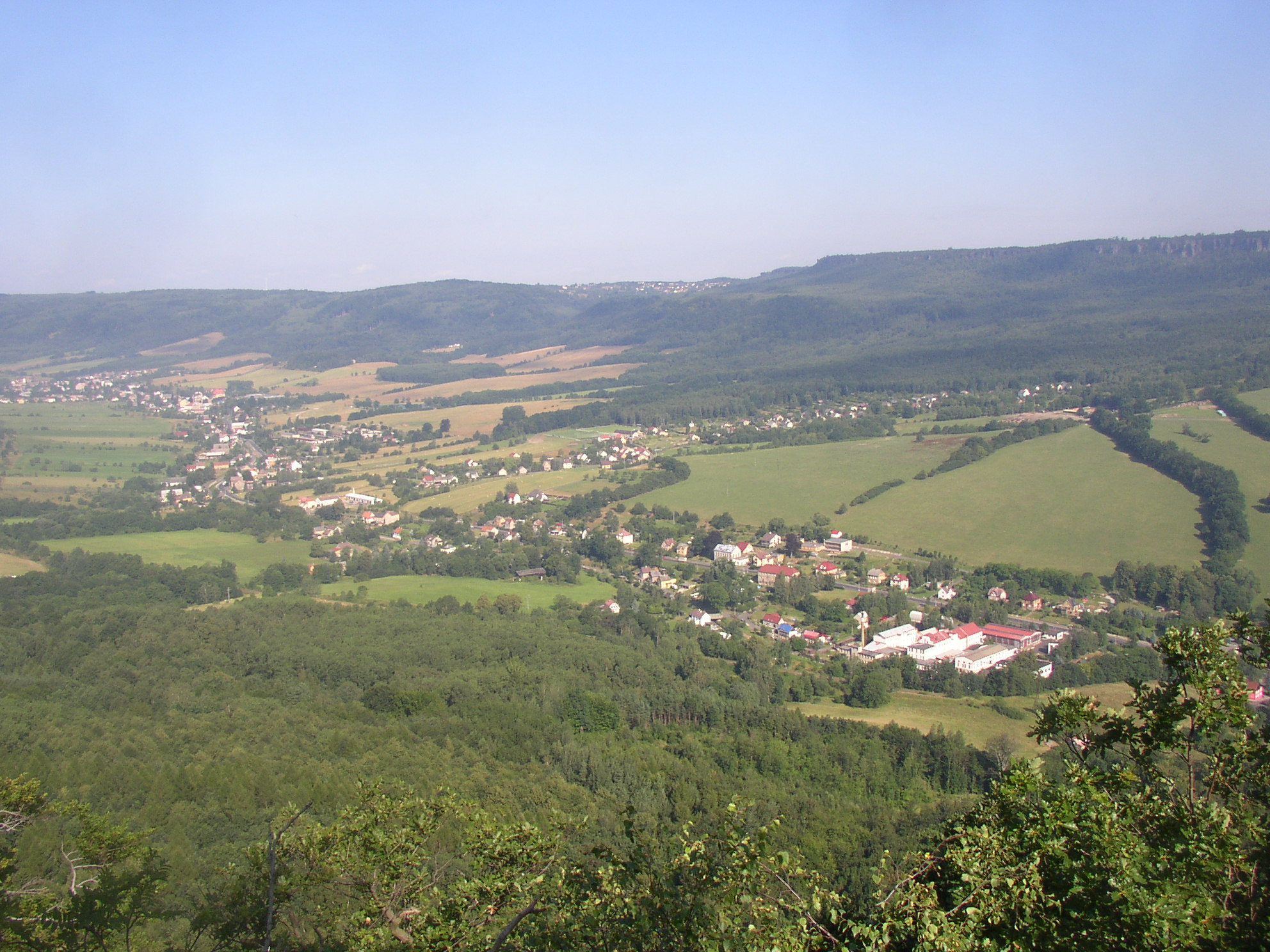
Modrá und Kamenec

Die Stadt Jílové besteht aus den Ortsteilen
- Jílové (Eulau)
- Kamenec (Steinsdorf) (1980 eingemeindet)
- Kamenná (Gesteinigt)
- Martiněves (Merzdorf)
- Modrá (Riegersdorf) (1980 eingemeindet)
- Sněžník (Schneeberg) (1976 eingemeindet)

Grundsiedlungseinheiten sind Horní Jílové (Obereulau), Jílové-střed, Kamenec, Kamenná, Martiněves, Modrá, Nové Jílové (Neu Eulau), Obecní les, Sídliště, Sněžník, U papíren und U zastávky.
Das Gemeindegebiet gliedert sich in die Katastralbezirke Jílové u Děčína, Martiněves u Děčína, Modrá u Děčína und Sněžník.

### Nachbarorte
|                                      | Rosenthal-Bielatal                          |                            |
| Tisá (Tyssa), Libouchec (Königswald) | Kompassrose, die auf Nachbargemeinden zeigt | Děčín (Tetschen-Bodenbach) |
|                                      | Malšovice (Malschwitz)                      |                            |

## Geschichte
Der Ort Eulow findet erstmals 1348 in einem Schriftstück Kaiser Karls IV. Erwähnung. Die Besiedelung des an einem alten Handelsweg gelegenen Ortes ist jedoch schon weitaus früher erfolgt.
Ob die Schlacht bei Chlumec am 18. Februar 1126 hier stattfand und nicht bei Chlumec ist nicht belegbar. Jedoch wird der 2 km östlich gelegene 511,8 m hohe Lotarův vrch (Lotterberg, auch Lotharberg) alten Überlieferungen zufolge als ein möglicher Ort der siegreichen Kämpfe Sobieslavs I. über das Heer Lothars III. und Ottos II. angesehen.
Der Marktgemeinde hat ihren Ursprung in einer 1554 erstmals genannten Wasserburg, dem späteren Schloss Eulau. Die Burg befand sich anfänglich im Besitz der Herren von Lípa und war zu deren Burg Lípa und nach dem Verkauf der Burg der Herrschaft Blankenstein zugehörig. Im 16. Jahrhundert wurden die Bünauer neue Besitzer von Eulau, die hier eine Seitenlinie errichteten. Nach der Niederlage in der Schlacht am Weißen Berg wurde deren gesamter böhmischer Besitz konfisziert und 1629 erhielten die Grafen von Thun (nach 1648 von Thun-Hohenstein) auf Tetschen auch die Herrschaft über Eulau. Im 17. Jahrhundert bauten die Grafen von Thun-Hohenstein die Burg zu einem Schloss um, zu dem später noch ein Park angelegt wurde. In der Folge der Schlacht bei Kulm 1813 wurden Teile von Eulau zerstört.
Im Jahre 1842 wurde im Schloss eine Baumwollspinnerei eingerichtet, die bis 1922 produzierte. 1932 ließen die Grafen Thun-Hohenstein das Schloss umbauen und zogen in den Neorenaissancebau ein. Im April 1946 erfolgte ihre Enteignung.
1871 wurde im Tal des Eulaubaches die Dux-Bodenbacher Eisenbahn gebaut. Vor dem Zweiten Weltkrieg lebten hier knapp 3000 Einwohner. Es gab zahlreiche Industriebetriebe z. B. Spinner- und Webereien, Knopferzeugung. Zu dieser Zeit gehörten zu Eulau die Ortsteile Obereulau, Gesteinigt und Merzdorf.
Nach dem Zweiten Weltkrieg wurde die Mehrheit der deutschsprachigen Bevölkerung vertrieben. Jílové wurden 1964 offiziell die Stadtrechte verliehen. 1978 erfolgte die Eingemeindung von Sněžník, 1980 kamen auch Modrá und Kamenec zu Stadt Jílové.

### Einwohnerentwicklung
- um 1930: 2965 Einwohner, darunter 2838 Deutsche
- 1. Januar 2004: 5305 Einwohner
- 3. Juli 2006: 5321 Einwohner

## Kultur und Sehenswürdigkeiten

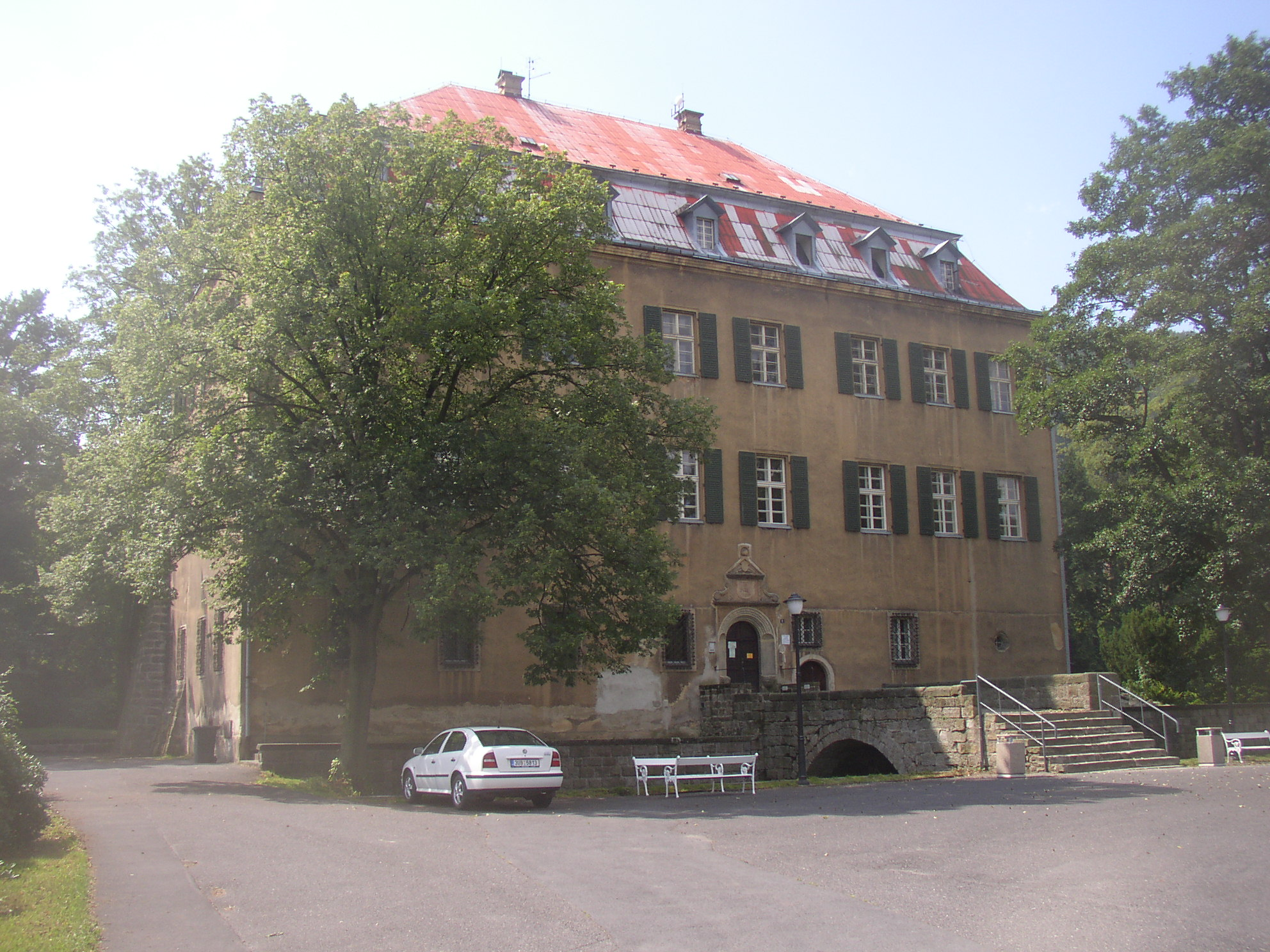
Schloss Jílové

### Bauwerke
- Schloss (Zámek): Der Ursprung des Schlosses geht auf eine Wasserburg (1370) zurück, welches die Bünaus im 16. Jahrhundert im Renaissancestil umbauten. 1629 erwarb die Familie von Thun das Anwesen, welche im 17. und 18. Jahrhundert weitere Umbauten vornehmen ließ. Als ständigen Wohnsitz nutzen es die von Thuns aber erst nach 1920. Nach Ende des Zweiten Weltkrieges ging das Schloss ins Staatseigentum über. Es wurde dann als Kinderheim und Internat genutzt.
- Kirche der Allerheiligsten Dreifaltigkeit: Das 1682 erbaute Bauwerk brannte 1859 ab und wurde im Stil des Historismus neu errichtet.
- Kaiser-Franz-Joseph-Turm (Skalní věž Císař)

### Grünflächen und Naherholung
Mit dem Aufkommen des Tourismus im ausgehenden 19. Jahrhundert wurde Eulau ein beliebter Ausgangsort für Ausflüge auf den höchsten Berg des Elbsandsteingebirges, den Hohen Schneeberg.

## Persönlichkeiten
- Anna Perthen (1875–1957), österreichisch-tschechoslowakische Politikerin
- Carl Steiner (1892–1968), österreichischer Pianist, Komponist und Hochschullehrer
- Ernst Paul (1897–1978), deutscher Politiker, in Steinsdorf geboren
- Arthur Nickel (1903–unbekannt), tschechoslowakischer Politiker deutscher Nationalität
- Josef Borde (1904–1978), Schweizer Alpinist und Erfinder
- Herbert Plaschke (1929–2010), DDR-Diplomat, in Riegersdorf geboren